# Edgar Cassiani Pérez
Edgar Antonio Cassiani Perez (13 de noviembre de 1981, Barranquilla, Colombia) es un futbolista profesional. Juega de delantero y su actual equipo es el Unión Deportivo Banda Abou de la Primera División de fútbol de Antillas Neerlandesas. Cassiani es muy conocido a nivel del fútbol caribeño ya que en la mayoría de los torneos Concacaf se ha dado a conocer como buen delantero de área.

## Clubes
| Club                           | País                  | Año           |
| ------------------------------ | --------------------- | ------------- |
| Atlético Veragüense            | Panamá                | 2003-2004     |
| Centro Social Deportivo Barber | Antillas Neerlandesas | 2005-2012     |
| Unión Deportivo Banda Abou     | Antillas Neerlandesas | 2013-presente |